# 激光二極管

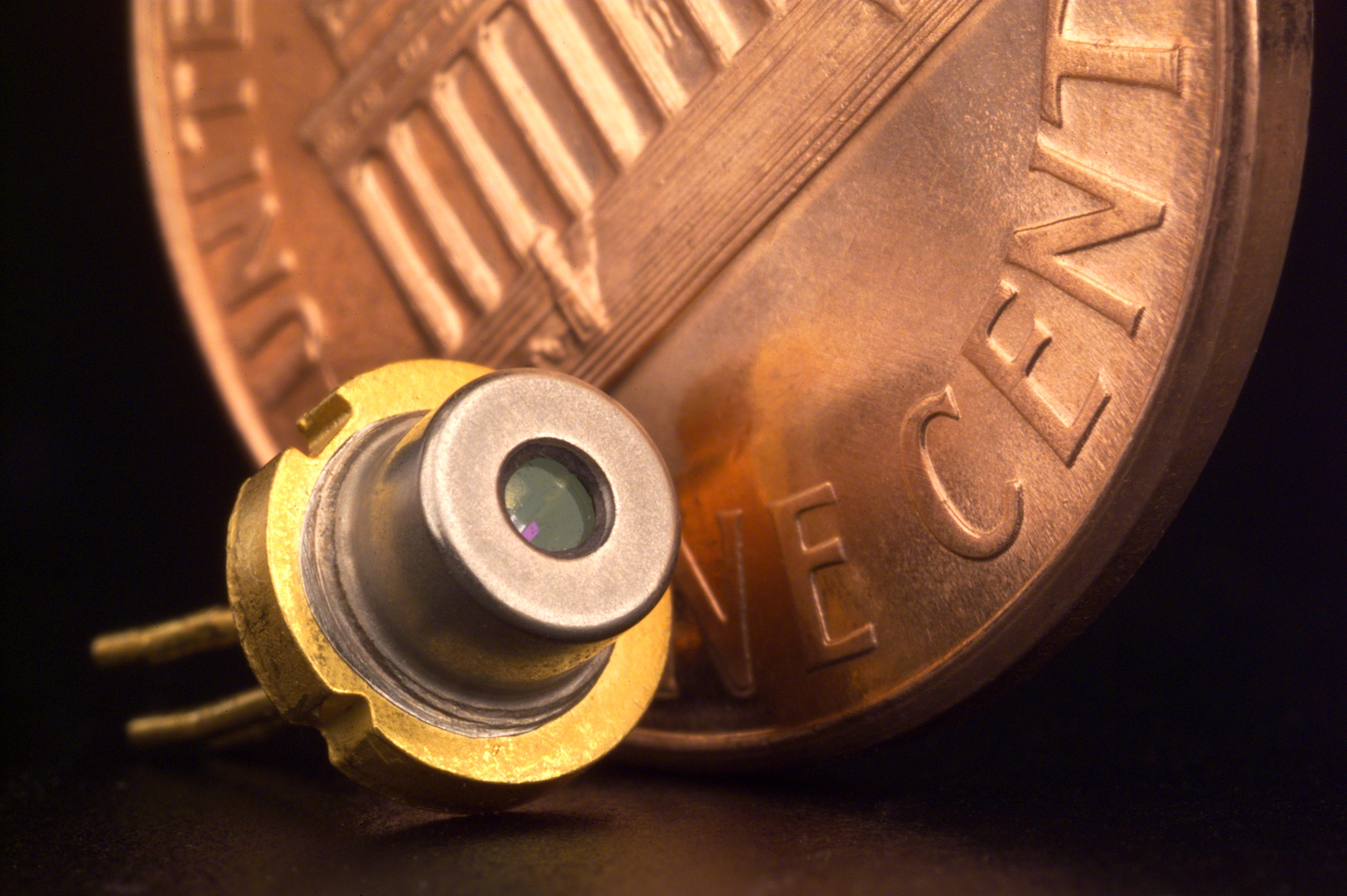
激光二極管的实物放大图

激光二極管(LD)是一種激光產生器，其工作物質是半導體，屬於固體激光產生器，大部份激光二極管在结构上與一般二極管相似。由於激光二極管的運作中，電子的能量轉變過程只涉及兩個能階，沒有造成的能量損失，所以效率相對高。能發光的半導體電子元件，透過三價與五價元素所組成的複合光源。此種電子元件早在1962年出現，早期只能夠發出低光度的紅光，被惠普買下專利後當作指示燈利用。及後發展出其他單色光的版本，時至今日，能夠發出的光已經遍及可見光、紅外線及紫外線，光度亦提高到相當高的程度。用途由初時的指示燈及顯示板等；隨著白光發光二極管的出現，近年逐漸發展至被普遍用作照明用途。

## 原理

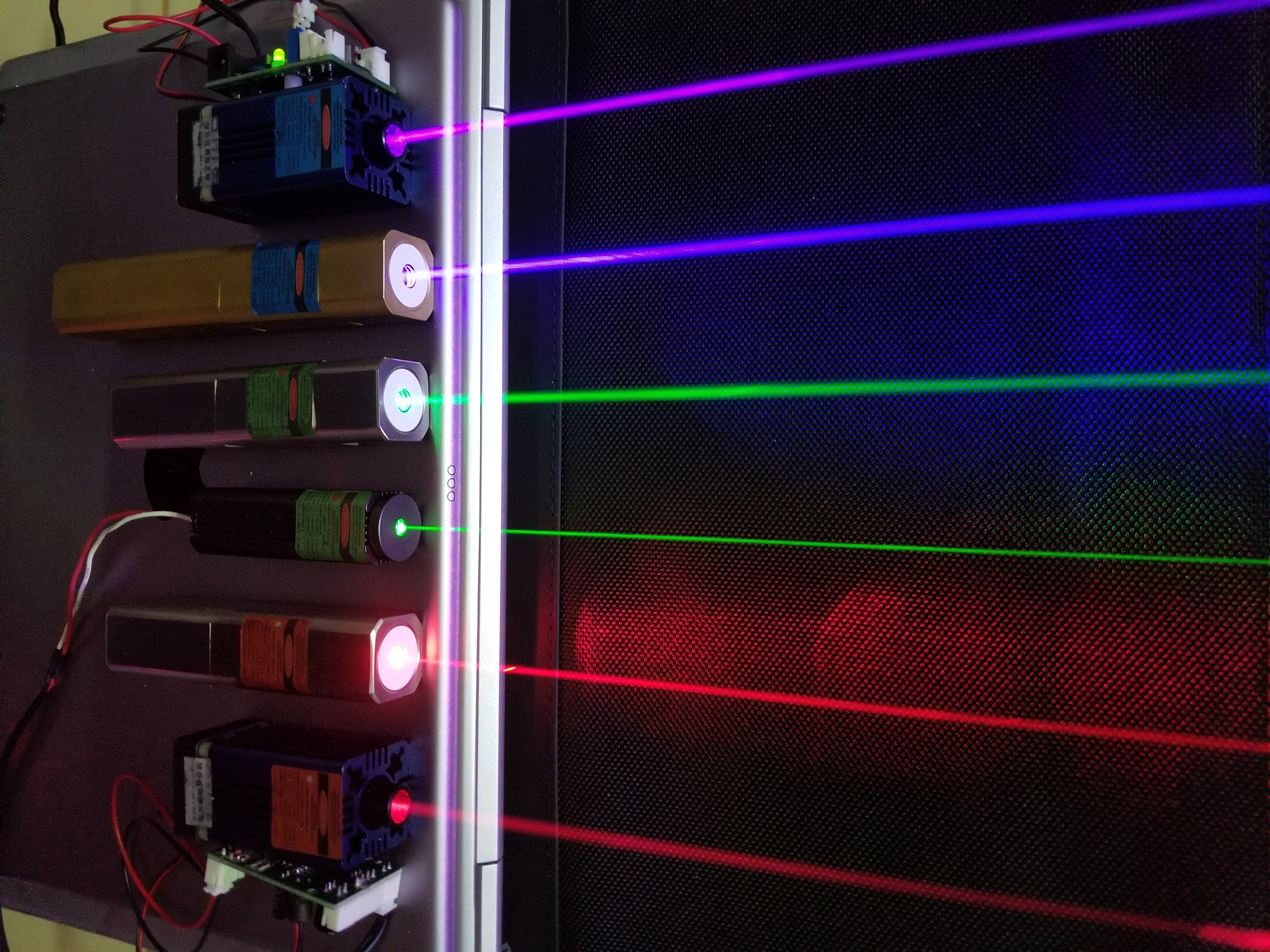
激光二極管发出可见激光

一般激光二極管的基本結構與發光二極管相同，是以半導體造成的p-n接面，當電子受到外來電場（激發來源，pumping source）的牽引下從較高能級的n區域進入低能級的p區域時，受激電子藏有的能量便釋放出來。由於選用的半導體做成的p-n接面的能帶隙是，所以能量釋放的形式是光子（光線）而不是熱。
與發光二極管不同的是，激光二極管內有兩個互相平行的光學反射面（也即鏡子）形成光學共振腔。構成這兩反射面的只須平滑的半導體表面（利用不同介質有不同的折射率來形成全反射），由於半導體有整齊的晶體結構，所以很容易造出光滑同平行的表面，而半導體的高折射率亦很易形成全內反射。光學共振器使得半導體內產生的光在兩平行的晶體表面間反復來回而激發更多光子，當反復來回下激光的增益大過耗損時，穩定的激光束便從二極管射出。因為激光的波長只有與兩晶體面間距離能諧振才會產生激光，產生相干的光子。